# Абашев, Фёдор Фёдорович
Фёдор Фёдорович Аба́шев (2 октября 1908 года, дер. Клименцы, Оханский уезд, Пермская губерния — 1 сентября 1977 года, Ленинград) — советский военный деятель, полковник (1944 год). Участник Великой Отечественной и Корейской войн.

## Начальная биография
Фёдор Фёдорович Абашев родился 2 октября 1908 года в деревне Клименцы ныне Шабуровского сельского поселения Частинского района Пермского края.

## Военная служба

### Довоенное время
15 ноября 1930 года призван в ряды РККА и направлен в 20-й отдельный полк войск ОГПУ по охране промышленных предприятий, дислоцированный в Дзержинске (Горьковская область). С февраля 1931 года учился в полковой школе, после окончания которой в октябре того же года назначен на должность помощника командира взвода 120-го отдельного дивизиона войск ОГПУ в Балахне.
В 1932 году вступил в ряды ВКП(б). В апреле того же года направлен на учёбу в 1-ю Ново-Петергофскую школу пограничной и внутренней охраны ОГПУ имени Е. К. Ворошилова, после окончания которой в октябре 1932 года направлен в 1-й Белорусский мотомеханизированный полк войск ОГПУ, дислоцированный в Минске, где назначен на должность командира взвода полковой школы, а в октябре 1935 года — на должность командира пулемётного дивизиона в составе этого же полка.
В декабре 1937 года лейтенант Абашев переведён на должность командира роты в 136-м отдельном батальоне конвойных войск НКВД в Смоленске. В июне 1939 года направлен в Минске на должность старшего помощника начальника 1-го отделения, затем отделения боевой подготовки 15-й отдельной бригады НКВД, а в октябре 1940 года — на должность командира батальона 226-го полка конвойных войск НКВД.
5 мая 1941 года направлен на учёбу в Высшую школу пограничных и внутренних войск НКВД в Москве.

### Великая Отечественная война
С началом войны 1 июля 1941 года капитан Ф. Ф. Абашев убыл из школы и назначен на должность командира батальона в составе 909-го стрелкового полка 222-й стрелковой дивизии, которая к 10 июля была передислоцирована в район Красного Рога юго-западнее Брянска, а к 28 июля — в район города Рославль, где дивизия была включена в состав 28-й армии и заняла оборонительный рубеж Криволес — русло реки Остёр — ст. Крапивинская. В ходе оборонительных боевых действий в районе Рославля дивизия 30 июля попала под наступление 24-го моторизованного корпуса противника, в результате которого попала в полуокружение и затем отступила на промежуточный рубеж в район Екимовичи, а к 8 августа передислоцирована на восточный берег реки Десна, где заняла оборону по реке в районе населённых пунктов Старые Луки, Шатьково, Постушье, Ново-Спасск и Подворье, а затем передислоцирована в район междуречья Десны и Стряны, где в составе 43-й армии вела бои до конца сентября. 2 октября в ходе Вяземской оборонительной операции Абашев был ранен и эвакуирован в госпиталь.
После излечения в ноябре 1941 года назначен на должность начальника 2-го отделения штаба 28-й отдельной курсантской бригады, которая в составе 20-й армии (Западный фронт принимала участие в ходе контрнаступления под Москвой на волоколамском направлении.
В апреле 1942 года направлен на учёбу на ускоренный курс Военной академии имени М. В. Фрунзе в Ташкенте, после окончания которого с декабря того же года состоял в резерве и в январе 1943 года назначен на должность заместителя командира по строевой части 120-й отдельной Чапаевской стрелковой бригады, формировавшейся в городе Чапаевск (Куйбышевская область) и вскоре направленной на Брянский фронт, где включена в состав 21-й армии. В мае 1943 года бригада была преобразована в 197-ю стрелковую дивизию, а майор Абашев назначен её начальником штаба, а в период с июля по октябрь 1943 года исполнял должность командира этой же дивизии, которая принимала участие в форсировании реки Десна и освобождении города Брянск, а с октября — в боях по освобождению города Гомель.
В марте 1944 года дивизия была выведена в резерв Ставки Верховного Главнокомандования, после чего дислоцировалась в районе города Нежин, где была включена в состав 3-й гвардейской армии (1-й Украинский фронт). Вскоре дивизия была переброшена в район Луцка и затем участвовала в ходе Львовско-Сандомирской наступательной операции.
В августе 1944 года полковник Абашев назначен на должность командира 197-й стрелковой дивизии, а в январе 1945 года — на должность командира 329-й стрелковой дивизии, которая в ходе Варшавско-Познанской наступательной операции в составе 3-й гвардейской армии вышла к реке Одер и захватила плацдарм на её западном берегу, за что получила почётное наименование «Келецкая», а за форсирование реки Одер награждена орденом Красного Знамени.
Вскоре 329-я стрелковая дивизия под командованием Ф. Ф. Абашева принимала участие в боевых действиях в ходе Берлинской и Пражской наступательных операций. За окружение и ликвидацию гарнизона противника в крепости Глокау она была награждена орденом Кутузова 2-й степени, а за Берлинскую операцию — орденом Суворова 2-й степени.
За время войны комдив Абашев был четыре раза персонально упомянут в благодарственных в приказах Верховного Главнокомандующего.

### Послевоенная карьера
После расформирования дивизии в июле 1945 года полковник Ф. Ф. Абашев направлен на учёбу в Военную академию имени М. В. Фрунзе, после окончания которой в феврале 1947 году назначен на должность командира 204-го гвардейского стрелкового полка в составе 69-й гвардейской стрелковой дивизии (Белорусский военный округ), а в апреле 1948 года в связи с послевоенной реорганизацией армии — на должность командира 312-го отдельного гвардейского стрелкового батальона в составе 37-й отдельной гвардейской стрелковой бригады.
С февраля 1950 года состоял в распоряжении 10-го управления Генштаба и находился в длительной командировке в КНДР в должности старшего советника командира пехотной дивизии. Указами президиума Верховного народного собрания КНДР награждён двумя Орден Государственного флага 2-й степени.
В октябре 1952 года был откомандирован в распоряжение 3-го управления Главного управления кадров Советской армии и в феврале 1953 года назначен заместителем командира 45-й гвардейской стрелковой дивизии, в ноябре 1955 года — старшим советником командира стрелковой дивизии Чехословацкой народной армии, а в апреле 1957 года — старшим преподавателем общевойсковых дисциплин военной кафедры Полтавского сельскохозяйственного института.
Полковник Фёдор Фёдорович Абашев в декабре 1958 года вышел в запас. Умер 1 сентября 1977 года в Ленинграде.

## Награды
СССР
- Орден Ленина (30.12.1956)[5][6];
- Пять орденов Красного Знамени (05.01.1944[7], 20.09.1944[8], 11.04.1945[9], 15.11.1950[5][6], 27.12.1951[5]);
- Орден Богдана Хмельницкого 2-й степени (06.05.1945)[10];
- Орден Отечественной войны 1-й степени (09.12.1943)[11];
- Орден Красной Звезды (06.11.1945)[12][6];
- Медали, в том числе:
  - Медаль «За боевые заслуги» (03.11.1944)[13][6];
  - Медаль «За оборону Москвы» (1945)[5];
  - Медаль «За победу над Германией в Великой Отечественной войне 1941—1945 гг.» (1945)[5];
  - Медаль «За взятие Берлина» (1945)[5];
  - Медаль «За освобождение Варшавы» (1945)[5];
  - Медаль «За освобождение Праги» (1945)[5];
  - Медаль «Ветеран Вооружённых Сил СССР» (1976);

Приказы (благодарности) Верховного Главнокомандующего в которых отмечен Ф. Ф. Абашев.
- За форсирование реки Десна и овладение важнейшими опорными пунктами обороны немцев на рубеже этой реки, крупными промышленными центрами — городами Брянск и Бежица. 17 сентября 1943 года № 15
- За форсирование реки Одер северо-западнее города Бреслау (Бреславль), прорыв сильно укреплённой, долговременной обороны немцев на западном берегу реки продвижении вперёд в ходе наступательных боёв до 60 километров, расширение прорыва до 160 километров по фронту, овладением городами Лигниц, Штейнау, Любен, Гайнау, Ноймаркт и Кант — важными узлами коммуникаций и мощными опорными пунктами обороны немцев на западном берегу Одера. 11 февраля 1945 года. № 273
- За ликвидацию окружённого гарнизона противника и овладение городом и крепостью Глогау (Глогув) — мощным узлом обороны немцев на левом берегу Одера. 1 апреля 1945 года. № 325
- За завершение ликвидации группы немецких войск, окружённой юго-восточнее Берлина. 2 мая 1945 года. № 357

Других стран
- два ордена Государственного флага (в том числе 15.10.1951, КНДР)

## Память
В 1983 году в Брянске улица Спортивная переименована в честь Ф. Ф. Абашева.